# Ražanac M. i V.
Ražanac M. i V. este o arie protejată (sit de importanță comunitară — SCI) din Croația întinsă pe o suprafață de 132,97 ha, integral marine.

## Localizare
Centrul sitului Ražanac M. i V. este situat la coordonatele 44°18′55″N 15°20′39″E / 44.315276°N 15.344276°E.

## Înființare
Situl Ražanac M. i V. a fost declarat sit de importanță comunitară în iulie 2013 pentru a proteja un număr necunoscut de specii din flora spontană și fauna sălbatică aflate în arealul zonei.

## Biodiversitate
Situată în ecoregiunea marină mediteraneană, aria protejată conține 1 habitat natural: Recifuri.
La baza desemnării sitului se află un număr nedeclarat de specii protejate.